# 질풍론도
《질풍론도》(疾風ロンド, Shippu Rondo)는 일본에서 제작된 요시다 테루유키  감독의 2016년 서스펜스, 코미디 영화이다. 아베 히로시 등이 주연으로 출연하였다.

## 출연

### 주연
- 아베 히로시

### 조연
- 오쿠라 타다요시
- 오오시마 유코
- 무로 츠요시
- 호리우치 케이코
- 토츠기 시게유키
- 하마다 타츠오미
- 노마구치 토오루
- 아소우 유미
- 시손 쥰

## 기타
- 원작자: 히가시노 게이고